# Lars Henrik Andreassen
Lars Henrik Baal Andreassen (Tromsø, 14 maggio 1991) è un calciatore norvegese, centrocampista del Tromsdalen.

## Carriera

### Club

#### Gli inizi al Tromsø
Andreassen ha iniziato la carriera professionistica con la maglia del Tromsø. Aggregato alla prima squadra dal 2009, ha esordito nell'Eliteserien in data 1º agosto 2010, sostituendo Mohammed Ahamed nella vittoria casalinga per 3-0 contro lo Stabæk. È rimasto in squadra fino al termine del campionato 2011.

#### Finnsnes
Nel 2012, Andreassen si è trasferito al Finnsnes, formazione militante nella 2. divisjon. Ha debuttato in squadra il 15 aprile dello stesso anno, schierato titolare nella sconfitta casalinga per 1-2 contro l'Østsiden. A fine stagione, la squadra è retrocessa in 3. divisjon. Andreassen è rimasto in squadra e ha contribuito all'immediato ritorno in 2. divisjon con 10 reti in 20 partite, le prime delle quali in occasione del successo per 5-1 sul Bjørnevatn, quando ha realizzato una doppietta.

#### Il ritorno al Tromsø
Il 28 marzo 2014, è stato reso noto il suo ritorno al Tromsø, a cui si è legato con un contratto annuale. Il 10 luglio ha avuto modo di debuttare in Europa League, anche se nei turni preliminari: ha sostituito infatti Magnus Andersen nella vittoria per 6-1 sul Santos Tartu, sfida valida per il primo turno della competizione. Andreassen ha giocato una sola partita in campionato, che il Tromsø ha chiuso al 2º posto finale, guadagnandosi così la promozione in Eliteserien dopo la retrocessione dell'anno precedente. Il 6 novembre 2014, il Tromsø ha annunciato sul proprio sito internet che il contratto di Andreassen non sarebbe stato rinnovato e il giocatore si sarebbe così svincolato a fine anno.

#### Tromsdalen
Il 3 febbraio 2015 ha firmato ufficialmente un contratto annuale con il Tromsdalen, formazione militante nella 2. divisjon. Il 16 gennaio 2017 ha rinnovato ulteriormente il contratto che lo legava al club, per una stagione. Il 19 gennaio 2018 ha ulteriormente prolungato la sua permanenza in squadra, fino al 31 dicembre successivo.

### Nazionale
Andreassen gioca per la Nazionale di calcio a 5 della Norvegia. È stato convocato per la prima volta per le partite amichevoli contro Svezia, Danimarca e Finlandia. Ha esordito nel corso della sfida contro la formazione svedese, pareggiata per 3-3 in data 5 dicembre 2014.

## Statistiche

### Presenze e reti nei club
Statistiche aggiornate al 17 gennaio 2017.
| Stagione          | Club              | Campionato        | Campionato | Campionato | Coppe nazionali | Coppe nazionali | Coppe nazionali | Coppe continentali | Coppe continentali | Coppe continentali | Supercoppe | Supercoppe | Supercoppe | Totale | Totale |
| Stagione          | Club              | Comp              | Pres       | Reti       | Comp            | Pres            | Reti            | Comp               | Pres               | Reti               | Comp       | Pres       | Reti       | Pres   | Reti   |
| ----------------- | ----------------- | ----------------- | ---------- | ---------- | --------------- | --------------- | --------------- | ------------------ | ------------------ | ------------------ | ---------- | ---------- | ---------- | ------ | ------ |
| 2009              | Tromsø            | ES                | 0          | 0          | CN              | 0               | 0               | -                  | -                  | -                  | -          | -          | -          | 0      | 0      |
| 2010              | Tromsø            | ES                | 1          | 0          | CN              | 0               | 0               | -                  | -                  | -                  | -          | -          | -          | 1      | 0      |
| 2011              | Tromsø            | ES                | 0          | 0          | CN              | 0               | 0               | UEL                | 0                  | 0                  | -          | -          | -          | 0      | 0      |
| 2012              | Finnsnes          | 2D                | 25         | 0          | CN              | 1               | 0               | -                  | -                  | -                  | -          | -          | -          | 26     | 0      |
| 2013              | Finnsnes          | 3D                | 20         | 10         | CN              | 0               | 0               | -                  | -                  | -                  | -          | -          | -          | 20     | 10     |
| Totale Finnsnes   | Totale Finnsnes   | Totale Finnsnes   | 45         | 10         |                 | 1               | 0               |                    | -                  | -                  |            | -          | -          | 46     | 10     |
| 2014              | Tromsø            | 1D                | 1          | 0          | CN              | 1               | 0               | UEL                | 1                  | 0                  | -          | -          | -          | 3      | 0      |
| Totale Tromsø     | Totale Tromsø     | Totale Tromsø     | 2          | 0          |                 | 1               | 0               |                    | 1                  | 0                  |            | -          | -          | 4      | 0      |
| 2015              | Tromsdalen        | 2D                | 25         | 12         | CN              | 3               | 0               | -                  | -                  | -                  | -          | -          | -          | 28     | 12     |
| 2016              | Tromsdalen        | 2D                | 23         | 12         | CN              | 3               | 0               | -                  | -                  | -                  | -          | -          | -          | 26     | 12     |
| 2017              | Tromsdalen        | 1D                | 0          | 0          | CN              | 0               | 0               | -                  | -                  | -                  | -          | -          | -          | 0      | 0      |
| Totale Tromsdalen | Totale Tromsdalen | Totale Tromsdalen | 48         | 24         |                 | 6               | 0               |                    | -                  | -                  |            | -          | -          | 54     | 24     |
| Totale            | Totale            | Totale            | 95         | 34         |                 | 8               | 0               |                    | 1                  | 0                  |            | -          | -          | 104    | 34     |